# Alfred Piper (apotekare)
Harald Alfred Fedor Piper, född 9 juni 1823 i Köpenhamn, död 1 april 1900, var en dansk apotekare. 
Piper avlade 1843 farmaceutisk examen, varefter han tjänstgjorde på olika apotek, tills han 1849 köpte Hjorteapoteket i Köpenhamn. Han fick snabbt en framstående position i den danska apotekarkåren. År 1860 blev han medlem av den farmaceutiska examenskommissionen och verkade som examinator i 27 år, 1862 blev han medlem av direktionen för Danmarks Apotekerforening, 1863 valdes han, tillsammans med bland andra Salomon M. Trier, till medlem av den kommission, som utarbetade "Pharmacopæa Danica 1868". År 1865 blev han assessor i Sundhedskollegiet, en post som han innehade i 25 år; han utförde under denna period en mängd rättskemiska undersökningar. Åren 1864–1891 var han ordförande för det farmaceutiska understödssällskapet. Han skrev en mängd artiklar, som publicerades dels i "Archiv for Pharmaci og teknisk Chemi", dels i "Ny pharmaceutisk Tidende" under åren 1860–1883.